# Vlčkovice (Neustupov)
Vlčkovice je část obce Neustupov v okrese Benešov ve Středočeském kraji. Leží v katastrálním území Broumovice. Nachází se dva kilometry severovýchodně od Neustupova.

## Historie
První písemná zmínka o vesnici pochází z roku 1379.

## Přírodní poměry
Na východním okraji vesnice leží přírodní památka Vlčkovice – Dubský rybník.

## Kultura

### Společenské organizace
Velkou část vesnice zabírá rozlehlý statek a zámek, dnes v majetku Jana Počepického a jeho sestry, kteří jej získali v restituci a založili zde obecně prospěšnou společnost Statek Vlčkovice, která si klade za cíl pomáhat znevýhodněným osobám, revitalizovat obec a pořádá kulturní a vzdělávací akce.

### VlčkoviceFest
Festival Vlčkovicefest je každoroční benefiční víkendovou multižánrovou akcí. Kromě hudební produkce se jeho návštěvníci mohou zúčastnit promítání filmů a besed s filmovými režiséry, soutěží, fotbalového turnaje a workshopů. První a druhý ročník festivalu byl pořádán v roce 2005 a 2006, a to ještě pod záštitou občanského sdružení Podblanicko. Od roku 2007 byl již organizován zakládajícími členy obecně prospěšné společnosti Statek Vlčkovice a od roku 2009 je již v oficiální režii této o.p.s. Festival je situován v prostorách bývalého ovčína, který je jakožto kulturní památka místem vhodným pro obnovení kulturního dění v obci Vlčkovice. Od roku 2011 je pořádán rovněž Zimní Vlčkovicefest v pražských klubech.

## Pamětihodnosti
- zámek – původně gotická vodní tvrz ze 14. století, obehnaná dnes již z většiny zakrytým vodním příkopem a valem. Nejstarší písemná zmínka o Vlčkovicích je z roku 1378, rod zakladatele tvrze Vlčka (rod Vlčkovských z Vlčkovic) vlastnil tvrz do roku 1588. Poté se na tvrzi vystřídala řada majitelů, mezi nimi od roku 1595 Kašpar Kaplíř ze Sulevic, popravený roku 1621 na Staroměstském náměstí v Praze. Pravděpodobně za Josefa z Pöttingu, jenž koupil Vlčkovice v roce 1759, byla tvrz přestavěna na dvoukřídlový zámek s mansardovou střechou, hranolovou věží a kaplí Ježíšových přátel. Dnešní podoba zámku pochází zčásti z barokní přestavby ve 2. polovině 18. století a dále klasicistních úprav v 1. polovině 19. století. Areál zámku zahrnuje kromě vlastní budovy zámku ještě velký dvůr, ovčín a zámecký park s rybníkem. Na počátku 21. století byl zámek v havarijním stavu a je zapsán na seznamu ohrožených památek.[6]